# Haarige Atlantikstachelratte

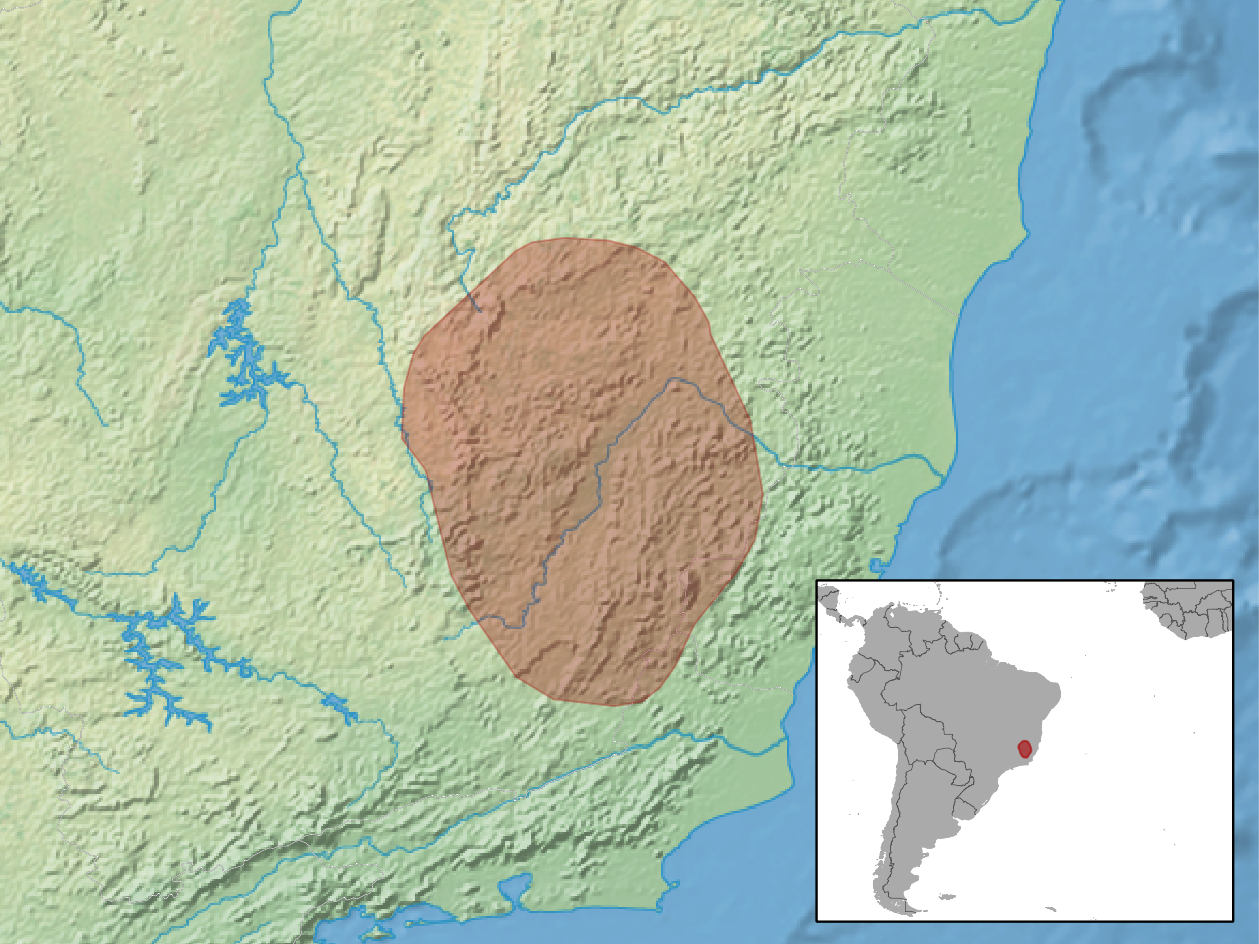
Grobe Skizze des Verbreitungsgebiets, laut IUCN bis zum Atlantik und weiter nach Norden

Die Haarige Atlantikstachelratte (Trinomys setosus) ist ein im östlichen Brasilien verbreitetes Nagetier in der Familie der Stachelratten. Für die Unterart T. s. denigratus ist nicht abschließend geklärt, ob sie zu dieser Art oder zur Ihering-Atlantikstachelratte zählt.

## Merkmale
Dieses Nagetier wird ohne Schwanz 180 bis 226 mm lang, hat einen 168 bis 230 mm langen Schwanz und wiegt durchschnittlich 204 g, womit es eine recht große Atlantikstachelratte ist. Es sind 43 bis 53 mm lange Hinterfüße und 20 bis 33 mm lange Ohren vorhanden. Vor allem im nördlichen Teil sind mehrere 17 bis 22 mm lange und etwa 1 mm breite Stacheln in das Fell der Oberseite eingemischt. Die Färbung geht vom olivbraunen oder zimtfarbenen Rücken in hellere Töne an den Flanken über. Unterseits ist weißes Fell vorhanden. Am Schwanz ist die Oberseite braun und die Unterseite weißlich. Er besitzt am Ende eine Quaste aus langen Haaren. Verschiedene abweichende Details des Schädels, der Zähne und des männlichen Penisknochens unterscheiden die Art von anderen Gattungsmitgliedern. Der diploide Chromosomensatz besteht aus 56 Chromosomen (2n=56).

## Verbreitung
Die Haarige Atlantikstachelratte lebt in den Bundesstaaten Sergipe, Bahia, Minas Gerais, Espírito Santo und Rio de Janeiro im Osten Brasiliens. Sie hält sich in der Ökoregion Mata Atlântica mit feuchten Wäldern auf und besucht die Feuchtsavanne Cerrado.

## Lebensweise
Ein Weibchen der südwestlichen Unterart (T. s. elegans) hatte im Januar einen Wurf mit zwei Neugeborenen, die etwa 28 g wogen. Weitere Jungtiere wurden bis Mai registriert. Dieses Nagetier schwimmt oft. Es baut Nester aus Gras in Ufernähe. Laut einer Studie von 1988 war die Haarige Atlantikstachelratte das häufigste Nagetier im Bundesstaat Minas Gerais.

## Gefährdung
Die IUCN listet die Art als nicht gefährdet (least concern) aufgrund fehlender Bedrohungen und einer großen Gesamtpopulation.